# Harry Graham (Cricketspieler)
Harry Graham (* 22. November 1870 in Melbourne, Australien; † 7. Februar 1911 in Seacliff, Neuseeland) war ein australischer Cricket- und Australian-Football-Spieler, der zwischen 1893 und 1896 für die australische Nationalmannschaft spielte.

## Aktive Karriere

### Cricket
Graham gab sein First-Class-Debüt in der Saison 1892/93 und spielte in der Folge für  Victoria. Dort konnte er schon früh herausragen. Daraufhin reiste er mit dem australischen Nationalteam in der Saison 1893 nach England. Bei seinem Test-Debüt erzielte er ein Century über 107 Runs und sicherte damit das Remis. Als England in der Saison 1894/95 nach Australien kam, konnte er bei seinem ersten Einsatz im vierten Test ein weiteres Century über 105 Runs erreichen. Seinen letzten Einsatz im Nationalteam hatte er in der Saison 1896 abermals nach England reiste, wo er jedoch nicht mehr an seine vorherigen Leistungen anknüpfen konnte. Daheim konnte er dann noch mal an alte Taten für Victoria anknüpfen. Sein letztes First-Class-Spiel absolvierte er in der Saison 1906/07.

### Australien Football
Neben Cricket spielte er auch Australian Football und absolvierte unter anderem zwei Spiele für den Melbourne Football Club.

## Nach der aktiven Karriere
Nach seiner aktiven Karriere nahm er einen Posten als Trainer an der Otago Boys’ High School in Neuseeland an. Nachdem er körperlich und mental stark abgebaut hatte, verstarb er im Jahr 1911 im Alter von 40 Jahren.